# Thomas Lilti
Thomas Lilti, né le 30 mai 1976 à La Celle-Saint-Cloud (Yvelines), est un médecin généraliste, réalisateur et scénariste français.

## Biographie
Fils de médecin, il a deux frères.

### Débuts
Le parcours de Thomas Lilti est atypique puisqu'il a pratiqué son métier de médecin généraliste en parallèle de ses activités de réalisateur et de scénariste jusqu'en 2016. Bachelier à 17 ans, il est déjà tenté par le cinéma, mais son père (médecin) n'approuve pas ce choix. Il choisit donc de faire les mêmes études que son père, en espérant « acheter sa tranquillité ». Durant ses études, il réalise trois courts métrages, qu'il présente dans des festivals destinés aux étudiants. Il devient interne en médecine en 1999.
Repéré grâce à ces courts métrages par Alain Benguigui et Jean-Christophe Soulageon, il réalise alors son premier long métrage, Les Yeux bandés (2007), qui est projeté pour la première fois en 2007. Le film connaît cependant un accueil confidentiel.
Par la suite, il collabore donc à de nombreux projets de fictions pour la télévision et le cinéma, souvent en tant que scénariste, comme la série pour adolescents Cœur Océan ou les films Télé Gaucho et Mariage à Mendoza. Il réfléchit aussi à la création d'une série sur l'univers hospitalier mais aucune chaîne n'accepte son projet, le conduisant finalement à la préparation d'un long métrage sur le sujet.

### Révélation et confirmation
En septembre 2014, il sort son deuxième long métrage, Hippocrate, dans lequel il raconte l'histoire d'un jeune médecin interne dans le milieu hospitalier. Le film est un succès commercial et critique, lui valant aussi trois nominations aux César 2015 : meilleur film, meilleur réalisateur et meilleur scénario original. Le film obtient le césar du meilleur second rôle pour Reda Kateb.
Il reste dans le milieu médical pour son troisième long-métrage Médecin de campagne, pour lequel il s'inspire cette fois de ses remplacements en tant que médecin dans les zones rurales. Le film est porté par François Cluzet et Marianne Denicourt, qui incarnent un généraliste et sa remplaçante. C'est son plus gros succès en salle avec plus de 1,5 million de spectateurs.
Fin 2018, il défend deux projets, à nouveau situés dans l'univers médical. Tout d'abord, il sort le long métrage Première Année, pour lequel il dirige de nouveau Vincent Lacoste, cette fois dans le rôle d'un étudiant triplant sa première année de médecine et développant une amitié avec un nouveau venu dans le cursus, joué par William Lebghil. Le film réunit à nouveau plus d'un million de spectateurs en salle.
Puis Canal + lance une série télévisée intitulée Hippocrate, développée à partir du film du même nom et reprenant finalement le projet initial de Lilti. La série est emmenée par Louise Bourgoin, Alice Belaïdi, Karim Leklou, Zacharie Chasseriaud, dans les rôles de trois internes et d'un médecin légiste amenés à collaborer à la suite de la mise en quarantaine des médecins titulaires du service de l'hôpital qui les emploie.
En 2019, il fait partie du jury de la compétition officielle du festival international Séries Mania à Lille.
En janvier 2021, il publie Le Serment (éditions Grasset). Il y raconte comment il a souhaité redevenir soignant au sein de l'hôpital Robert-Ballanger en mars 2020, durant le premier confinement lié à la Covid-19.
Après plusieurs films dans le milieu médical, il réalise Un métier sérieux, qui se déroule dans un collège, où une équipe pédagogique exprime le plaisir de transmettre les connaissances par un travail d'équipe. Le premier rôle est confié à François Cluzet. Le film est sorti à la rentrée 2023.

## Filmographie

### Comme réalisateur

#### Courts métrages
- 1999 : Quelques heures en hiver (court métrage)
- 2002 : Après l'enfance (court métrage)
- 2004 : Roue libre (court métrage)

#### Longs métrages
- 2004 : Les Yeux bandés, primé sur scénario dans le cadre de l'Aide à la création de la Fondation Gan pour le Cinéma
- 2014 : Hippocrate
- 2016 : Médecin de campagne
- 2018 : Première Année
- 2023 : Un métier sérieux

#### Télévision
- 2018-2024 : Hippocrate (série télévisée)

### Comme scénariste
- 2007 : Les Yeux bandés de lui-même
- 2009 : Cœur Océan (série télévisée) - saisons 4 et 5
- 2011 : Télé Gaucho de Michel Leclerc
- 2011 : Mariage à Mendoza d'Édouard Deluc
- 2014 : Hippocrate de lui-même
- 2016 : Médecin de campagne de lui-même
- 2018 : Première Année de lui-même
- 2017 : Gauguin : Voyage de Tahiti d'Édouard Deluc
- 2018 : Hippocrate (série télévisée) - créateur et scénariste
- 2019 : Je voudrais que quelqu'un m'attende quelque part d'Arnaud Viard
- 2023 : Un métier sérieux de lui-même

### Comme acteur
- 2019 : Temps de chien : le médecin

## Publication
- Le Serment, éditions Grasset, 2021, 153 p.  (ISBN 9782246827184)

## Distinctions

### Récompenses
- Docteur honoris causa : Remise des insignes de Docteur honoris causa par l’Université de Mons (Belgique).

Nominations
- César 2015 : meilleur film, meilleur réalisateur et meilleur scénario original pour Hippocrate
- Lumières 2015 : meilleur scénario pour Hippocrate
- Parrain de la soixante-et-unième promotion des Directeurs d’hôpitaux (Marie Marvingt) en 2022-2023

### Décorations
- 2020 :  Chevalier de la Légion d'honneur[10]